# Hamburgsund
Hamburgsund ist eine Ortschaft in der schwedischen Gemeinde Tanum in der historischen Provinz Bohuslän. Sie liegt auf beiden Seiten der gleichnamigen Meerenge, welche die Insel Hamburgö vom schwedischen Festland trennt.

## Etymologie

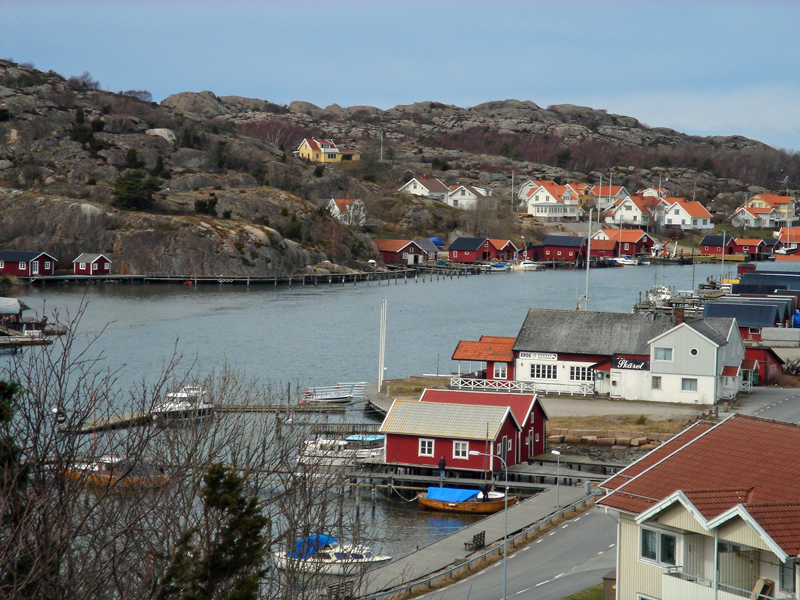
Teile der Ortschaft, Blick vom Festland zur Insel

Der Ort ist nach der Insel benannt, die früher als Hornbora („Die Horntragende“) bezeichnet wurde, was sich vermutlich auf kleinere Halbinseln an der West- und Südseite bezieht. Es besteht kein Zusammenhang mit der deutschen Stadt Hamburg oder deren Namensherkunft.

## Geschichte
Nicht bestätigte Überlieferungen berichten von einem Thing-Platz in der Nähe des heutigen Hamburgsund, wo Gerichtsversammlungen der Region Viken (Bohuslän und norwegische Gebiete um den Oslofjord) abgehalten wurden. Er soll sich bei einer nicht mehr existierenden Burg, die Karlsborg oder Hornborg genannt wurde, befunden haben.
Der Ort selbst wurde 1585 erstmals als Zollstation erwähnt. Er entwickelte sich hauptsächlich zum Zentrum des Frachtverkehrs in der Region. Die Fischer verkauften ihre Fänge dagegen überwiegend im Ort Sjöviken auf der anderen Seite der Insel. Seine wichtige Position innerhalb des Frachtverkehrs verlor Hamburgsund erst in der Mitte des 20. Jahrhunderts mit der Entwicklung von größeren Schiffen und besseren Landfahrzeugen.
Der zuvor zusammenhängende Tätort zu beiden Seiten der Meerenge wurde 2015 vom Statistiska centralbyrån aufgeteilt: Der auf der Insel Hamburgö liegende kleinere Teil ist nun als Småort ausgewiesen, der sich quer über die Insel mit den Ortsteilen Berga, Hamnekärret, Husmarken, Lössgård, Norgård, Sjöviken und Södra Röd erstreckt.

## Wirtschaft und Infrastruktur
Eine Fähre verbindet beide Ortsteile an deren Anlegestellen die meisten Versorgungseinrichtungen der Ortschaft liegen. Da der Ort Sjöviken heute zu einer kleinen Siedlung verkümmert ist, haben die Fischer der Gemeinde Hamburgsund zu ihrem Haupthafen gewählt.

## Kultur
Zur Erinnerung an den vermuteten Thing-Platz wurde in der Nähe der ehemaligen Burg ein Wikingerdorf nachgebaut (Hornbore by). Hier findet jedes Jahr im August ein Wikingerfest statt.
Die Kapelle des Ortes wurde 1915 eingeweiht.
Die Vereinigung des örtlichen Folkets Hus hat ein reichhaltiges Jahresprogramm.